# Montauro
Montauro é uma comuna italiana da região da Calábria, província de Catanzaro, com cerca de 1.322 habitantes. Estende-se por uma área de 11 km², tendo uma densidade populacional de 120 hab/km². Faz fronteira com Gasperina, Montepaone, Palermiti, Squillace, Stalettì.

## Demografia
| Variação demográfica do município entre 1861 e 2011                               |
|                                                                                   |
| Fonte: Istituto Nazionale di Statistica (ISTAT) - Elaboração gráfica da Wikipedia |